# Royal Economic Society
Die Royal Economic Society (RES) ist eine britische Organisation von Ökonomen.
Ihre Ziele sind die Förderung der Wirtschaftswissenschaften an den Universitäten sowie im politischen, wirtschaftlichen und öffentlichen Bereich. Die Mitgliedschaft steht allen Interessierten offen.
Sie wurde 1890 als British Economic Association mit dem Ziel der Förderung des ökonomischen Studiums und der Herausgabe einer Zeitschrift gegründet. Auf Initiative des für die Gesellschaft von 1892 bis 1906 tätigen Sekretärs Henry Higgs erhielt sie im Dezember 1902 das für Einrichtungen von öffentlichem Interesse vorgesehene Privileg der Royal Charter, wodurch die Namensänderung in Royal Economic Society möglich wurde.
Zu ihren Gründern zählten Inglis Palgrave, Herbert Foxwell und Alfred Marshall. Frühere Präsidenten waren unter anderem John Maynard Keynes, William Beveridge, Lionel Robbins, James Meade, Nicholas Kaldor und Richard Stone.
Die von ihr herausgegebene Zeitschrift The Economic Journal erscheint seit 1891.